# Kim Da-mi
Đây là một tên người Triều Tiên, họ là Kim.
Kim Da-mi (tiếng Hàn: 김다미; sinh ngày 9 tháng 4 năm 1995) là nữ diễn viên người Hàn Quốc. Cô được biết đến với vai chính trong bộ phim điện ảnh hành động-bí ẩn The Witch: Part 1. The Subversion (2018). Cô cũng được biết đến với vai diễn trong bộ phim truyền hình Tầng lớp Itaewon (2020) và Mùa hè yêu dấu của chúng ta (2021-2022).

## Sự nghiệp
Kim Da-mi bắt đầu sự nghiệp diễn xuất thông qua dự án phim độc lập 2017 Project With The Same Name, một bộ phim truyện omnibus được sản xuất hàng năm, đóng vai một người phụ nữ vừa mới chia tay trong tập phim "Hello, My Hard Work".
Vào năm 2018, Kim Da-mi đóng vai một học sinh trung học trong bộ phim kinh dị bí ẩn Marionette. Cùng năm, cô đóng vai chính Koo Ja-yoon trong bộ phim điện ảnh hành động-bí ẩn The Witch: Part 1. The Subversion, do Park Hoon-jung đạo diễn, nơi cô được chọn trong số 1,500 ứng viên đã thử vai cho vai diễn này. Cô đã nhận được sự hoan nghênh của mọi người vì lối diễn mạnh mẽ của mình trong một vai diễn đầy thử thách bao gồm những cảnh chiến đấu căng thẳng và nhận được một số lượng lớn giải thưởng trong hạng mục Diễn viên mới xuất sắc nhất.
Vào năm 2020, Kim Da-mi ra mắt màn ảnh nhỏ trong bộ phim truyền hình cáp Tầng lớp Itaewon, dựa trên bộ truyện tranh mạng cùng tên. Kim Da-mi đã chiến thắng giải Nữ diễn viên mới xuất sắc nhất tại Baeksang Arts Awards.
Vào năm 2021, Kim Da-mi tham gia bộ phim truyền hình Mùa hè yêu dấu của chúng ta trong vai Kook Yeon-soo cùng với Choi Woo-shik, Kim Sung-cheol và Roh Jeong-eui, phim được phát sóng vào ngày 6 tháng 12 năm 2021.
Năm 2023, trở lại với vai chính trong phim điện ảnh sau gần 5 năm với phim điện ảnh Tri kỉ, có sự tham gia của dàn diễn viên trẻ tài năng bao gồm Kim Da Mi, Jeon So Nee và Byun Woo Seok. Kim Da Mi hóa thân vào vai Mi So, một cô gái độc lập với tâm hồn tự do, phóng khoáng. Mi So luôn mơ về những chuyến đi, sẵn sàng sống hết mình cho một thời tuổi trẻ rực rỡ nhất. Phim được phát hành vào ngày 15 tháng 3 năm 2023.

## Danh sách phim

### Phim
| Năm  | Tên                               | Vai         | Ghi chú          | Nguồn                |
| ---- | --------------------------------- | ----------- | ---------------- | -------------------- |
| 2017 | 2017 Project With The Same Name   |             | Phim độc lập     |                      |
| 2018 | Marionette                        | Yoo Min-ah  |                  | [ 8 ]                |
| 2018 | The Witch: Part 1. The Subversion | Koo Ja-yoon |                  | [ 9 ]                |
| 2022 | The Witch: Part 2                 | Koo Ja-yoon | Cameo            |                      |
| 2023 | Tri kỷ                            | Ahn Mi-so   | Vai chính        | [ 10 ] [ 11 ] [ 12 ] |
| TBA  | The Great Flood                   | Anna        | Netflix original |                      |

### Phim truyền hình
| Năm     | Tên phim                    | Kênh phát sóng | Vai diễn     | Ghi chú | Tham khảo           |
| ------- | --------------------------- | -------------- | ------------ | ------- | ------------------- |
| 2020    | Tầng lớp Itaewon            | JTBC           | Jo Yi-seo    |         | [ 13 ]              |
| 2021–22 | Mùa hè yêu dấu của chúng ta | SBS            | Kook Yeon-su |         | [ 6 ] [ 14 ] [ 15 ] |

### Chương trình truyền hình
| Năm  | Tên          | Kênh                            | Vai       | Ghi chú | Nguồn         |
| ---- | ------------ | ------------------------------- | --------- | ------- | ------------- |
| 2021 | Off The Grid | Discovery Channel Korea x SkyTV | Vai chính | Tập 1-2 | [ 16 ] [ 17 ] |

## Giải thưởng và đề cử
| Năm  | Giải thưởng                               | Hạng mục                                                         | Đề cử                             | Kết quả   | Nguồn         |
| ---- | ----------------------------------------- | ---------------------------------------------------------------- | --------------------------------- | --------- | ------------- |
| 2018 | 22nd Fantasia International Film Festival | Best Actress                                                     | The Witch: Part 1. The Subversion | Đoạt giải | [ 18 ] [ 19 ] |
| 2018 | 55th Grand Bell Awards                    | Best Actress                                                     | The Witch: Part 1. The Subversion | Đề cử     | [ 20 ]        |
| 2018 | 55th Grand Bell Awards                    | Best New Actress                                                 | The Witch: Part 1. The Subversion | Đoạt giải | [ 21 ]        |
| 2018 | 27th Buil Film Awards                     | Best New Actress                                                 | The Witch: Part 1. The Subversion | Đoạt giải | [ 22 ]        |
| 2018 | 2nd The Seoul Awards                      | Best New Actress                                                 | The Witch: Part 1. The Subversion | Đoạt giải | [ 23 ]        |
| 2018 | 39th Blue Dragon Film Awards              | Best New Actress                                                 | The Witch: Part 1. The Subversion | Đoạt giải | [ 24 ]        |
| 2018 | 18th Director's Cut Awards                | Best New Actress                                                 | The Witch: Part 1. The Subversion | Đoạt giải | [ 25 ]        |
| 2018 | 6th Marie Claire Asia Star Awards         | Rising Star Award                                                | The Witch: Part 1. The Subversion | Đoạt giải | [ 26 ]        |
| 2018 | 3rd London Asian Film Festival            | Rising Star Award                                                | The Witch: Part 1. The Subversion | Đoạt giải | [ 27 ]        |
| 2018 | 18th Korea World Youth Film Festival      | Popular Actress Award                                            | The Witch: Part 1. The Subversion | Đoạt giải | [ 28 ]        |
| 2018 | 3rd Asia Artist Awards                    | Rookie Award                                                     | The Witch: Part 1. The Subversion | Đoạt giải | [ 29 ]        |
| 2018 | 2nd Elle Style Awards                     | Elle Next Icon                                                   | —                                 | Đoạt giải | [ 30 ]        |
| 2018 | 3rd Sports DongA Awards                   | 어디 있다 이제 왔니상                                            | —                                 | Đoạt giải | [ 31 ]        |
| 2019 | Olleh TV Movie of the Year Awards         | Big 6 Actor                                                      | The Witch: Part 1. The Subversion | Đoạt giải | [ 32 ]        |
| 2019 | 10th KOFRA Film Awards                    | Best New Actress                                                 | The Witch: Part 1. The Subversion | Đoạt giải | [ 33 ]        |
| 2019 | 24th Chunsa Film Art Awards               | Best New Actress                                                 | The Witch: Part 1. The Subversion | Đề cử     |               |
| 2019 | 55th Baeksang Arts Awards                 | Best New Actress                                                 | The Witch: Part 1. The Subversion | Đề cử     | [ 34 ]        |
| 2020 | 56th Baeksang Arts Awards                 | Best New Actress                                                 | Itaewon Class                     | Đoạt giải |               |
| 2021 | Giải thưởng phim truyền hình SBS          | Giải thưởng của đạo diễn                                         | Mùa hè yêu dấu của chúng ta       | Đoạt giải | [ 35 ]        |
| 2021 | Giải thưởng phim truyền hình SBS          | Nữ diễn viên xuất sắc nhất hạng mục phim ngắn tập (hài/lãng mạn) | Mùa hè yêu dấu của chúng ta       | Đề cử     | [ 36 ]        |
| 2021 | Giải thưởng phim truyền hình SBS          | Cặp đôi đẹp nhất                                                 | Mùa hè yêu dấu của chúng ta       | Đề cử     |               |